# Teixeira de Aragão
Augusto Carlos Teixeira de Aragão GOA •  ComA • ComNSC • CvTE • CvA • CvC (Lisboa, 15 de junho de 1823 - Lisboa, 29 de abril de 1903) foi um militar, médico, numismata, arqueólogo e historiador português. Como oficial do Exército Português, reformou-se no posto de general. É considerado um dos "pais" da numismática no país.

## Biografia
Era filho de José Maria Teixeira de Aragão e de sua mulher Mariana Hermógenes da Silva e sobrinho de Francisco Alberto Teixeira de Aragão.
Formou-se em Medicina, tendo alcançado a função de Cirurgião-mor-em-chefe do Exército Português.
Como cirurgião da freguesia de Melides do concelho de Santiago do Cacém, convocou e fez parte da comissão de providência e socorros aos mais necessitados e afectados pela epidemia de disenteria ali ocorrida em 1849.
Desempenhou o cargo de Director do Hospital Militar de Tavira.
Desde muito jovem dedicou-se ao colecionismo numismático, o que, aliado à sua extraordinária atividade intelectual e a uma amizade com Luís I de Portugal, permitiu-lhe mergulhar em profundidade neste campo da ciência.
Na década de 1860 foi um dos responsáveis pelos trabalhos de redescoberta do sítio arqueológico da cidade romana de Balsa, em Tavira.
Em 1867, na qualidade de Conservador do Gabinete do Palácio da Ajuda, foi responsável pela organização, catalogação e exposição do acervo do Museu de Antiguidades da Ajuda, onde estavam reunidas peças de grande valor pertencentes ao tesouro da Casa Real Portuguesa, a conventos extintos e particulares. Procedeu também à aquisição de novas peças.  Durante o desempenho destas funções foi-lhe confiada a tarefa de levar parte dos objectos da Colecção Real Portuguesa à Exposição Universal de Paris (1867), tendo a "Comission de L'histoire du Travail" desta exposição atribuído à colecção a medalha de ouro. Durante o período decorrente da exposição teve a oportunidade de travar contato com as personalidades de maior renome mundial no campo da numismática. Simultaneamente foi nomeado pelo Ministério da Guerra para representar Portugal na Conferência Internacional das Sociedades de Socorros a Militares Feridos e Doentes em Tempo de Guerra que se realizou nessa mesma cidade.
Em 1870 publicou a obra Descrição Histórica das Moedas Romanas Existentes no Gabinete Numismático de sua Majestade El-Rei O Senhor D. Luiz I. Um ano depois foi admitido como sócio correspondente do Instituto Histórico e Geográfico Brasileiro, pelo parecer  favorável acerca desta obra, emitido pela Comissão de Archeologia e Ethnographia.
Em 1872 foi nomeado Secretário Geral do Governo da Índia. No decorrer das sua funções acompanhou a Goa o Infante D. Augusto, irmão do rei D. Luis, àquele território português, na expedição de 1895.
De 1873 até 1891 regeu o curso de Higiene da Escola do Exército
Em 1874 aderiu à Sociedade Histórica da Independência de Portugal-SHIP, tendo ocupado o cargo de vice-tesoureiro da Comissão Central 1º de Dezembro 1640.
Em 1875 veio a público o primeiro de três volumes da obra monumental Descrição Geral e Histórica das Moedas Cunhadas em Nome dos Reis, Regentes e Governadores de Portugal. Teixeira de Aragão chegou a planear um quarto volume desta obra, onde incluiria as moedas portuguesas do Brasil e da África Ocidental Portuguesa, o que não chegou a materializar-se.
Neste mesmo ano fez parte da Comissão da Academia Real de Belas Artes, nomeada pelo Governo da altura, com o objectivo de propor a reforma do Ensino das Belas Artes, o plano para a organização dos Museus, e o serviço dos Monumentos históricos e da arqueologia.
Reproduziu o desenho exacto da Medalha de Olhão concedida aos Olhanenses pelo então Príncipe regente D. João.
Foi eleito para a secção de História e Arqueologia da Academia Real das Ciências de Lisboa em 28 de dezembro de 1876.
Em 1877 participou na conferência arqueológica da Citânia de Briteiros em Guimarães.
Em 1880, foi nomeado Comissário Régio pela Academia de Ciências, de forma a proceder à preparação e realização do programa de trasladação dos restos mortais de Vasco da Gama, da Igreja do Convento da Nossa Senhora das Relíquias da Vidigueira, para o Mosteiro dos Jerónimos onde permanecem ainda hoje.
Tornou-se membro da comissão criada pela Real Associação dos Architectos Civis e Archeologos Portuguezes (RAACAP), cujo principal objectivo estava relacionado à causa patrimonial, através da realização de exposições aos governos sobre a conservação de monumentos históricos.
No ano de 1881 desempenhou o cargo de vogal e delegado da comissão organizadora nomeada para a realização da exposição Special Loan Exhibition of Spanish and Portuguese Ornamental Art exibida no South Kensington Museum em Londres.
Foi membro da Sociedade de Geografia de Lisboa, da "Société Française de Numismatique", da Comissão de Antiguidades da "Real Academia de la Historia de Madrid", e da Comissão Portuguesa da Exposição Colombina. Foi sócio do Instituto de Coimbra. Foi também um dos fundadores do Real Instituto Arqueológico de Portugal. No Brasil foi admitido como conselheiro do Instituto Histórico e Geográfico de São Paulo.
Faleceu a 29 de Abril de 1903 estando sepultado em jazigo no Cemitério dos Prazeres em Lisboa.

## Obra
- As minhas ferias. Lisboa: Typographia da Academia das Bellas Artes, 1843. 64p.
- O Hercules Preto.[21] Lisboa: Typographia de Martins, 1846. 268p.
- Vidigueira: Fragmentos históricos. Beja: O Bejense, 1861.
- Vidigueira: Convento do Carmo. Beja: O Bejense, 1861.
- Algumas causas que podem contribuir para a frequência tísica nos alunos do Real Colégio Militar. Escholiaste Médico. 1866.
- Description des Monnaies, Médailles et Autres Objets D'Art Concernant L'Histoire Portugaise. Paris: Imprimerie Administrative de Paul Dupont, 1867. 171p.
- Notes sur quelques numismates portugais des XVIIe, XVIIIe et XIXe siècles : lettre a M. le vicomte de Ponton d'Amécourt. Paris: Pillet, 1867.[22]
- Relatório sobre o Cemitério Romano Descoberto próximo da cidade de Tavira em Maio de 1868. Lisboa: Imprensa Nacional, 1868. 20p.
- Catálogo descriptivo das moedas e medalhas portuguezas que formam parte da colecção do Visconde de Sanches de Baena.[23] Lisboa: Typographia de Castro Irmão, 1869.
- Descripção Histórica das Moedas Romanas existentes no Gabinete Numismático de sua Magestade EL-Rei O Senhor Dom Luiz I. Typographya Universal, 1870. 640p.
- D. Vasco da Gama e a Villa da Vidigueira D. Vasco da Gama e a Villa da Vidigueira. Lisboa: Typographya Universal, 1871.
- Typos politicos: Mestre Manoel Camões.[24] Lisboa: Almanach Arsejas - Liv. Arsejas, 1872.
- Descrição geral e histórica das moedas cunhadas em nome dos reis, regentes e governadores de Portugal (Tomo I). Lisboa: Imprensa Nacional, 1875. 538p.
- Descrição geral e histórica das moedas cunhadas em nome dos reis, regentes e governadores de Portugal (Tomo II).Lisboa: Imprensa Nacional, 1877. 578p.
- Descrição geral e histórica das moedas cunhadas em nome dos reis, regentes e governadores de Portugal (Tomo III). Lisboa: Imprensa Nacional, 1880. 714p.
- Revista Militar Tomo XXXVIII. Lisboa, 1886.P548-551
- Vasco da Gama e a Vidigueira: Estudo historico. Lisboa: Imprensa Nacional, 1887. 164p.
- Anneis: Estudo. Lisboa: Typographia da Academia Real das Sciencias, 1887. 25 p.
- Breve noticia sobre o descobrimento da América. Lisboa: Typographya da Academia Real das Sciencias, 1892. 80p.
- Catálogo dos objectos de arte e industria dos indígenas da América que, pelas festas commemorativas do 4º centenário da sua descoberta, a Academia Real das Sciencias de Lisboa envia à Exposição de Madrid. Lisboa: Typographya da Academia Real das Sciencias, 1892. 44p.
- Diabruras, santidades e prophecias. Lisboa: Typographya da Academia Real das Sciencias, 1894. 151p.
- A Torocentese ou Operação do Empiema. Lisboa 1894.
- Antiguidades romanas de Balsa. Lisboa: O Archeologo Português, 1896.N.º2.p55-57.
- Memoria historica sobre os Palacios da residencia dos V. Reys da India. Manuscrito.

## Condecorações e homenagens

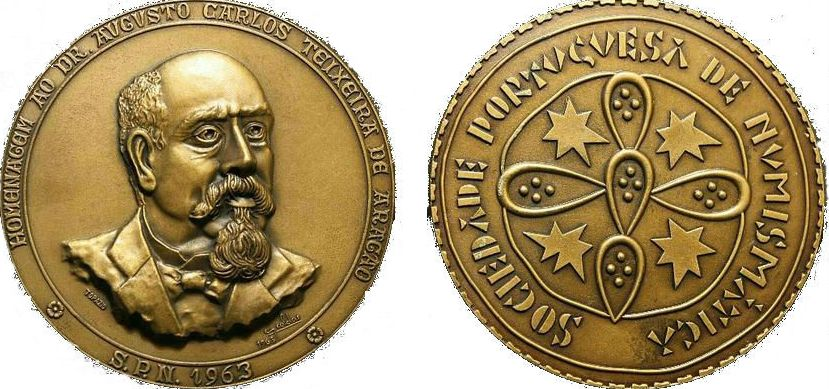
Medalha Teixeira de Aragão - SPN 1963

- Cavaleiro da Ordem Militar da Torre e Espada, do Valor, Lealdade e Mérito[25] (1868).
- Cavaleiro da Ordem de Cristo.
- Comendador da Ordem Militar de Avis[26] (1870).
- Comendador da Ordem de Nossa Senhora da Conceição de Vila Viçosa
- Grande Oficial da Ordem Militar de Avis.[26]
- Cavaleiro da Ordem Militar de Avis[27] (1874).
- Cavaleiro da Coroa de Ferro de Austria.
- Cavaleiro da Ordem de Carlos III de Espanha.
- Comendador da Ordem de Carlos III de Espanha.
- Cavaleiro da Ordem do Elefante Branco de Sião.
- Cavaleiro da Ordem de Nichan Iftikhar da Tunísia.
- Três Medalhas de Prata nas classe de Valor Militar, Bons Serviços e Comportamento Exemplar.
- Medalha Teixeira de Aragão [28] - cunhada pela Sociedade Portuguesa de Numismática em 1963 em bronze patinado, com diâmetro de 70mm e peso de 163g.
- Praça Doutor Teixeira de Aragão, na freguesia de Benfica, em Lisboa.

## Curiosidades
- Exposições [29]
- Artigos de jornais [30]
- Artigos de blogues [31]
- Doação de Francisco José Resende da obra de arte "Camponesa de Ílhavo" [32]